# Ploettnera caeruleoviridis
Ploettnera caeruleoviridis är en svampart som först beskrevs av Rehm, och fick sitt nu gällande namn av Henn. 1899. Ploettnera caeruleoviridis ingår i släktet Ploettnera, ordningen disksvampar, klassen Leotiomycetes, divisionen sporsäcksvampar och riket svampar.   Inga underarter finns listade i Catalogue of Life.